# Поворозник Микола Юрійович
Микола Юрійович Поворозник (нар. 10 квітня 1972, с. Святець, Теофіпольського району Хмельницької області) — український політик, перший заступник голови Київської міської державної адміністрації з 21 грудня 2017 року.

## Освіта
Повна вища. У 1995 році здобув спеціальність інженер електронної техніки в Київському військовому інституті управління та зв'язку.
У 2008 році отримав диплом магістра державного управління в Національній Академії державного управління при Президентові України.

## Наукова діяльність
У 2020 році захистив дисертацію з теми «Медичні послуги у системі глобальних економічних трансформацій» та здобув ступінь PhD (доктор філософії) у Київському національному економічному університеті імені Вадима Гетьмана.
Автор 25 наукових публікацій, зокрема:
- The analysis of medical services models organization / M. Iu. Povoroznyk // Nauka I Studia — #24-2 (156) — Przemysl, Poland, 2016. — p. 70-74;
- Категоріальні параметри «медичних послуг» у глобальному просторі[3];
- Євроінтеграційний імператив стратегічної трансформації української системи охорони здоров'я[4];
- Інноваційне реформування національної медичної системи: імплементація європейських фінансових і економічних практик[5].

## Трудова діяльність
Серпень 1990 — жовтень 2001 проходив військову службу у Сухопутних військах ЗСУ.
У жовтні 2001 року призначений головним спеціалістом, а згодом й начальником відділу Управління з питань підприємництва КМДА.
Із квітня 2003 року — заступник начальника управління ліцензування та з питань реєстрації Головного управління з питань підприємництва виконавчого органу Київської міської ради (Київської міської державної адміністрації). Згодом — Головного управління з питань регуляторної політики та підприємництва КМДА.
У грудні 2006 року очолив Головне управління з питань регуляторної політики та підприємництва КМДА.
У листопаді 2012 року став першим заступником начальника Головного управління — начальником управління регуляторної політики та видачі документів дозвільного характеру Головного управління промислової, науково-технічної та інноваційної політики КМДА. А у грудні став першим заступником директора Департаменту — начальником управління регуляторної політики та видачі документів дозвільного характеру Департаменту промисловості та розвитку підприємництва КМДА.
Із червня 2013 року працював заступником директора Департаменту — начальником управління координації регіональної економічної політики Департаменту економіки та інвестицій КМДА, а у серпні очолив Департамент економіки та інвестицій КМДА.
Із 28 січня 2016 року — заступник голови Київської міської державної адміністрації.
Із 21 грудня 2017 року — перший заступник голови Київської міської державної адміністрації.

## Справа про хабар
14 квітня 2020 року співробітники СБУ провели обшук у робочому кабінеті Миколи Поворозника, щодо справи про начебто хабар від представника компанії-забудовника. Звільнений з посади 11 квітня 2025 року. Мер Києва Віталій Кличко на час розслідування відсторонив від посади свого першого заступника Поворозника.
15 квітня Поворозник повідомив, що його лише викликали на допит як свідка.
12 березня 2021 Поворозник повернувся до виконання обов'язків першого заступника голови КМДА.
27 квітня 2021 року Шевченківський суд Києва оголосив вирок, згідно з яким винних притягнуто до відповідальності. Поворозник у справі не був стороною чи учасником cправи, а мав статус свідка.